# 3Xtreme
3Xtreme è un videogioco simulatore di guida pubblicato dalla Sony Computer Entertainment nel 1999 per PlayStation. Proprio come in 2 Xtreme, in questo videogioco il giocatore gareggia contro gli avversari in gare di pattinaggio in linea, skateboard, ciclismo e snowboard. A differenza del precedente gioco, la qualità grafica è differente e inoltre sono disponibili più personaggi.

## Accoglienza
Il gioco ha avuto un pessimo voto da parte del sito GameSpot che gli ha dato solo 2,7.